# Route nationale 73
La route nationale 73 (RN 73 o N 73) è una strada nazionale francese che parte da Chalon-sur-Saône e termina a Besançon dopo 111 km, ma in origine era assai più lunga.

## Percorso
Fino agli anni settanta la N73 partiva dalla N7, presso Moulins. Oggi esce dalla città col nome di D979 poiché tale tratto fu rissegnato alla N79, poi declassata. Da Chevagnes la strada è conosciuta come D973 e prosegue verso est. La nazionale superava la Loira e serviva Bourbon-Lancy, da dove prendeva la direzione nord-est.
Da Luzy l’ex N73 fu trasformata in N81, anch’essa declassata in D981. Scesa nella valle dell’Arroux, la statale passava per Autun, dove riprende la D973, per continuare ad est fino a Nolay, poi a nord-est per giungere a Beaune. In seguito raggiungeva la Saona e la attraversava a Seurre, dopo la quale la D973 si ricongiunge all’attuale N73.
L’attuale strada nazionale segue la valle della Saona da Chalon, quindi segue il percorso originario a partire dalla località La Tuilerie del comune di Clux-Villeneuve. Risale quella del Doubs, giungendo così a Dole e Besançon. Nei dipartimenti del Giura e del Doubs è stata rinominata D673.
La vacchia statale, dopo Besançon, continuava lungo la riva destra del Doubs: oggi è nota come D683, poiché fu riassegnata alla N83. Da Clerval, attraversato il fiume, la nazionale percorreva l’ultimo tratto verso oriente, oggi denominato D73. Passava di nuovo il Doubs a Pont-de-Roide, quindi saliva a 600 m di quota per interrompersi al confine svizzero subito dopo Villars-lès-Blamont.
La N73 tuttavia riprendeva nel comune di Levoncourt, oggi come D473, e si dirigeva verso nord-est passando per Ferrette e si ricongiungeva all’originaria N19 presso Hésingue, dove terminava.